# Dignomus pardoi
Dignomus pardoi is een keversoort uit de familie klopkevers (Ptinidae). De wetenschappelijke naam van de soort werd in 1953 gepubliceerd door Maurice Pic.